# Château de Trégarantec
Ne pas confondre avec la commune de Trégarantec (Finistère)
Le château de Trégarantec est un château situé à Mellionnec, en France.

## Localisation
Le château est situé sur la commune de Mellionnec, dans le département des Côtes-d'Armor.

## Historique

### Sa construction
Le château actuel de Trégarantec date des XVIe siècle et XVIIe siècle ; il date principalement de 1698 (date écrite sur la cheminée de la cuisine) et est l'œuvre de François-René Jégou du Laz (mais il a certainement succédé à une construction plus ancienne puisque la famille de ce nom est déjà mentionnée au XIIIe siècle).
L'aile perpendiculaire par rapport au corps principal, qui longeait les jardins, peut-être antérieure au corps principal, a été détruite au début du XXe siècle et reconstruite en 1970.

### Les familles propriétaires successives
Le premier membre connu de la famille de Trégarantec est Alain de Trégarantec, dont le nom figure dans un acte de vente datant d'août 1271 ; un autre Alain de Trégarantec est cité en 1316. Au XVe siècle la famille de Trégarantec est fondue (par le mariage d'une héritière) dans la famille Grignon de La Forest ; Louise de la Forest, qui mourut en 1544, apporta cette seigneurie à son mari Tanguy de Carman ; Charles de Maillé, marquis de Carman, en devint le seigneur en 1612, mais vend le château en 1620 à Partereaux de la Tour, qui le revend en 1623 à Pierre de Perrien, qui décéda en 1644 ; la mère de son petit-fils Jérôme de Perrien, né à Trégarantec en 1667, vendit le château en 1676 à Gilles de Saint-Noays ; la sœur de celui-ci, Françoise-Augustine de Saint-Noays, hérite du château et par son mariage, Trégarantec passe aux mains de René Jégou, seigneur de Paule en 1677 ; les descendants de ce dernier (familles Jégou de Kervillio, puis Jégou du Laz) restèrent propriétaires de Trégarantec jusqu'en 1799.
La comtesse du Laz, veuve de Michel-Marie Jégou, décédé en 1799, vendit le château et son domaine le 20 pluviôse an XIII au colonel Sévère Le Mintier, mais la famille Jégou du Laz  le racheta le 4 août 1817 pour le revendre peu après.
Le château et ses terres furent acquis le 1er novembre 1819 par Victor Emmanuel Le Guen (la famille Le Guen fourni deux maires à Mellionnec : Louis Le Guen entre 1900 et 1905 et Adolphe Le Guen entre1905 et 1912), dont les descendants y vivent encore aujourd'hui, la famille Danion.

### Un fait survenu vers 1494
Selon A. Marteville et P. Varin « Le Clos (en Taupont) appartenait aux seigneurs de Trégarantec. Un de leurs cousins étant poursuivi comme blasphémateur, ils obtinrent qu'il leur fût remis, et l'enfermèrent au Clos, où ils tachèrent de le ramener à de meilleurs sentiments. Sur son refus obstiné, ils le livrèrent à deux de leurs agents et à un carme. Il fut confessé et noyé dans l'Étang-au-Duc. Le roi leur fit grâce en 1494 ».

## Descriptions

### Description du château

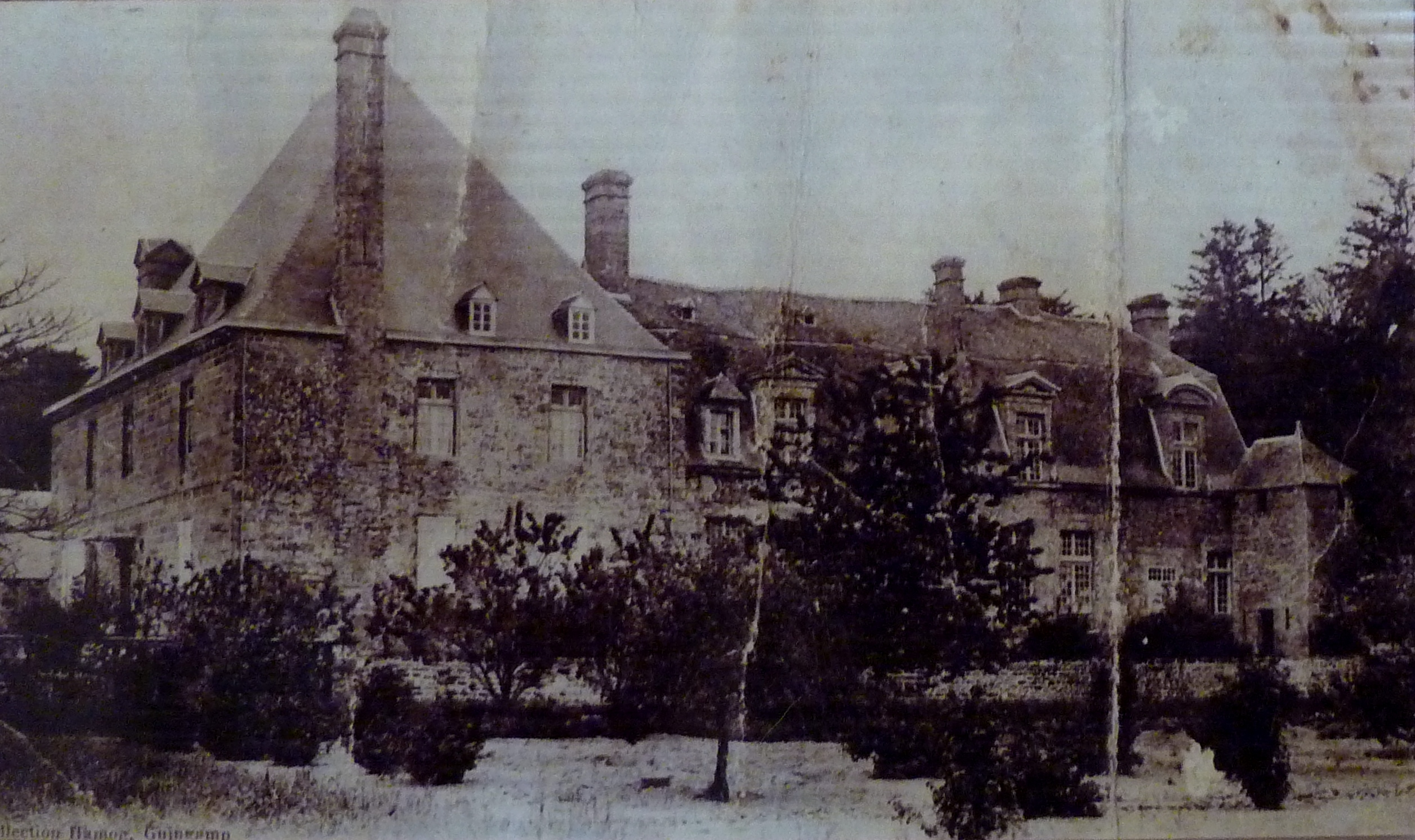
Le château de Trégarantec vers 1880.

J. Baudry décrit ainsi le château de Trégarantec en 1905 :

« Éloigné des villes et des grands chemins, perdu dans la solitude profonde de ses superbes bois de hautes futaies, il est à peu près inconnu des touristes. Aujourd'hui encore, bien que ce château ne conserve que peu de choses de ses splendeurs passées, l'œil est étonné de ses proportions grandioses, du luxe intérieur et extérieur, de ses constructions et de la beauté de ses vastes dépendances. Les longues et spacieuses avenues qui y conduisent, les cours d'honneur qui précèdent le château, entourées des bâtiments de service, le pavillon du chapelain et celui du régisseur, le beffroi et la chapelle (construite en 1755 puis transformée en sacristie en 1768) aux curieuses sculptures intérieures, les immenses remises où l'on pouvait loger vingt-cinq ou trente carrosses à la fois, les superbes orangeries, les gracieux balustres qui bordent les terrasses et sur lesquelles s'ouvre une enfilade de sept beaux salons aux lambris de chênes sculptés et dorés, les escaliers , les piliers et les socles de granit, autrefois ornés de statues, meublant les immenses jardins à la française, comme les dessinait Le Nôtre, les étangs poissonneux , fontaines d'eaux vives et croix élevées au milieu des bois, enfin le puits monumental, à la merveilleuse armature de fer forgé, chef-d'œuvre de quelque maître serrurier du temps de Louis XIV, tout, en un mot, tend à faire de Trégarantec une demeure vraiment seigneuriale. »

« Sa charpente considérable n'est pas sans évoquer les chantiers royaux de construction navale de Brest et Lorient ».
Le parc de 3 hectares est étagé sur 3 niveaux, séparés par des balustres et des escaliers.
On disait jadis : « Pour faire une demeure royale il faudrait réunir : la forêt de Lorges, le château de Coetanfao (en Séglien) et les jardins de Trégarantec ».

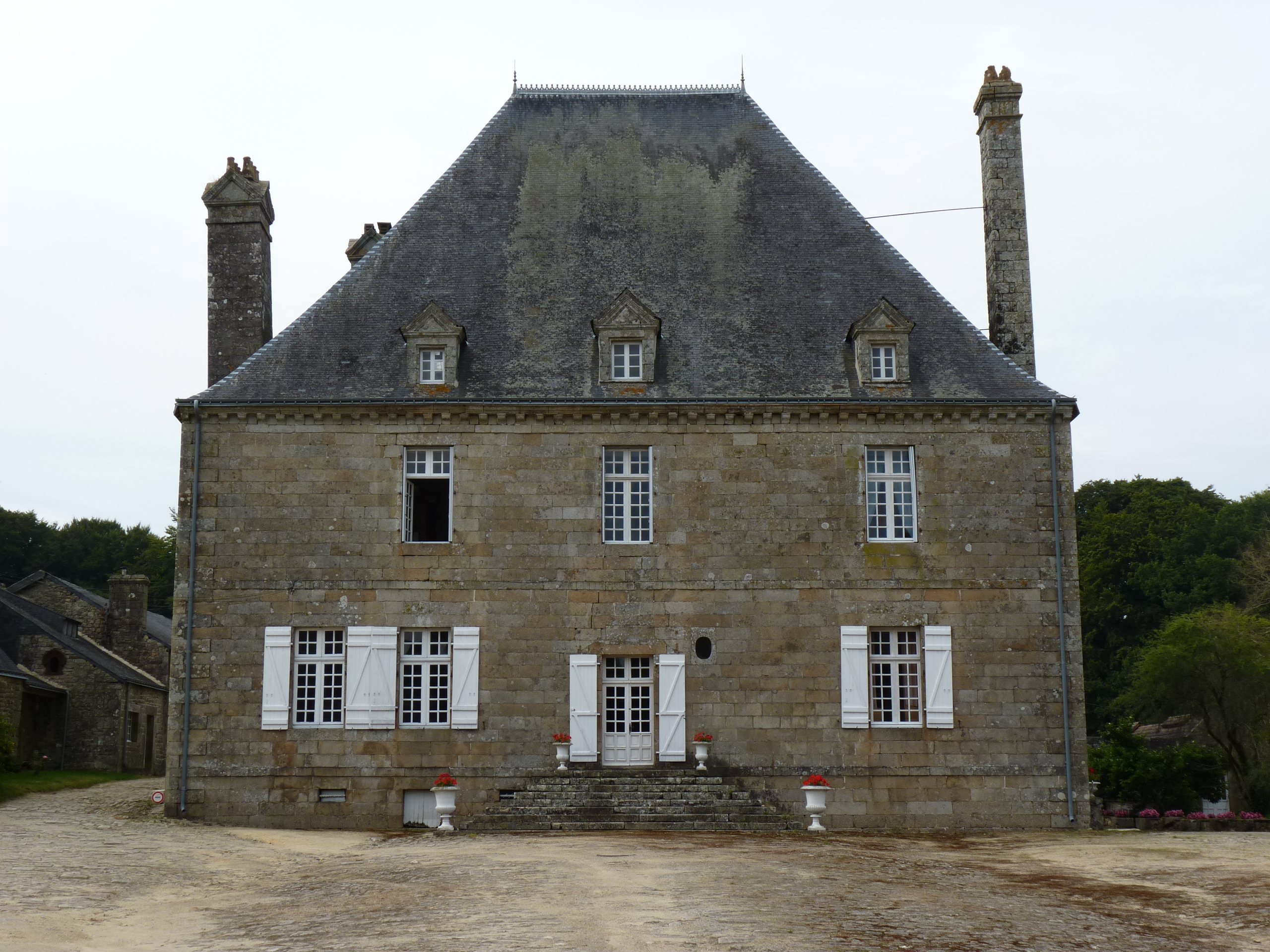
La façade du château (fin XVIIe siècle).
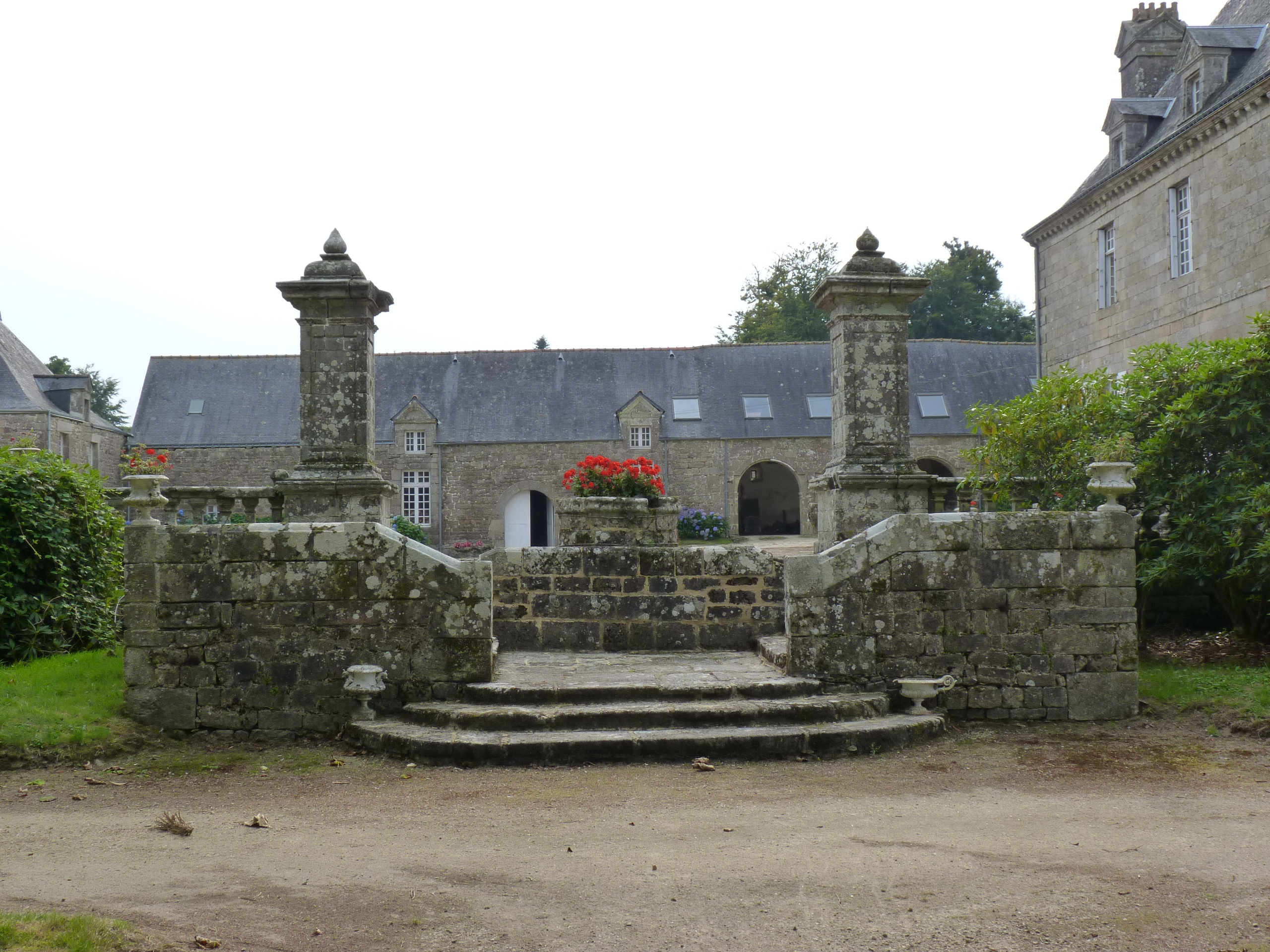
L'entrée du jardin.
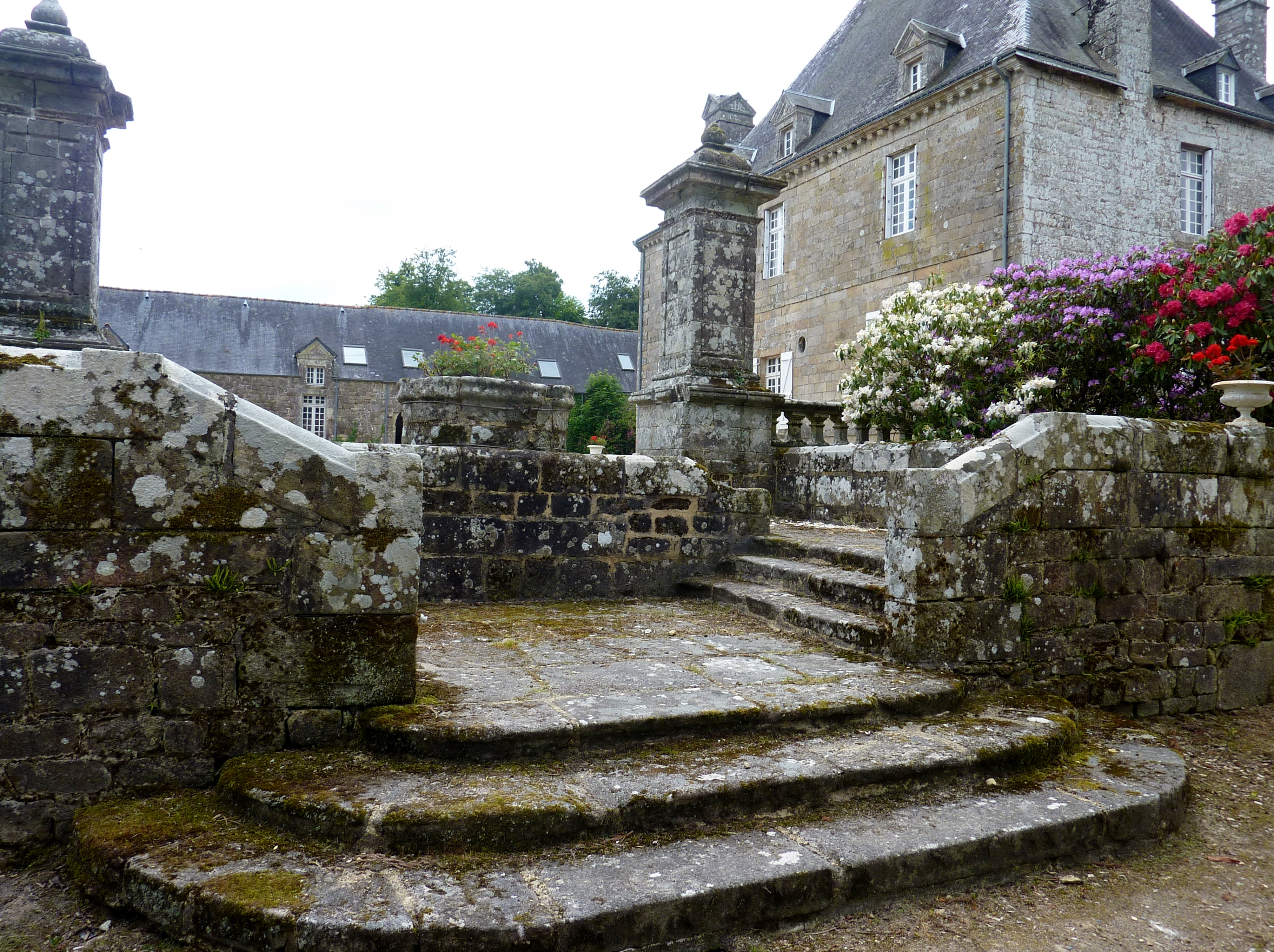
L'escalier d'honneur, fermé par deux piliers entourés d'une balustrade en granite ouvragé, vu côté jardin.
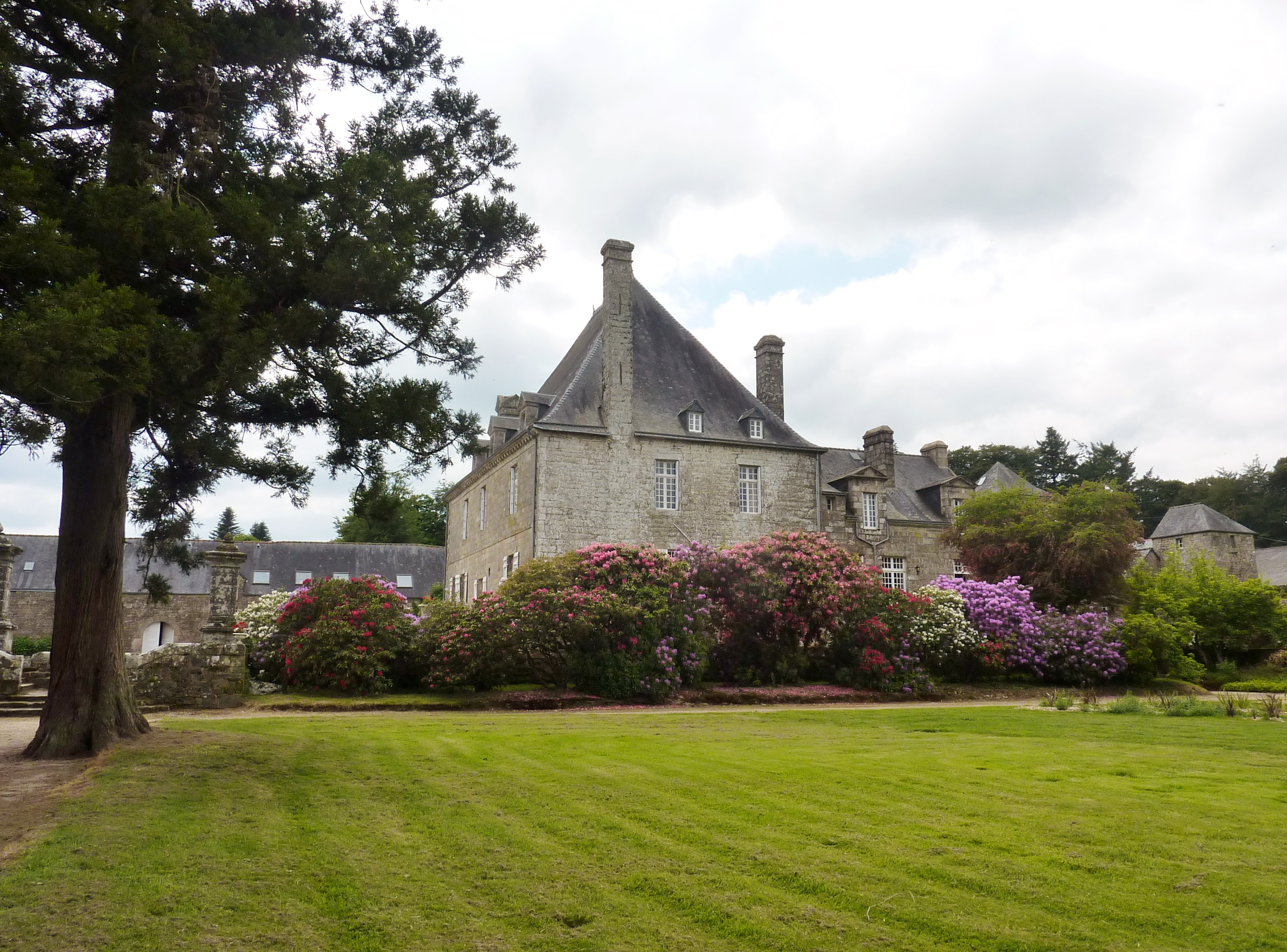
Le château vu des jardins.
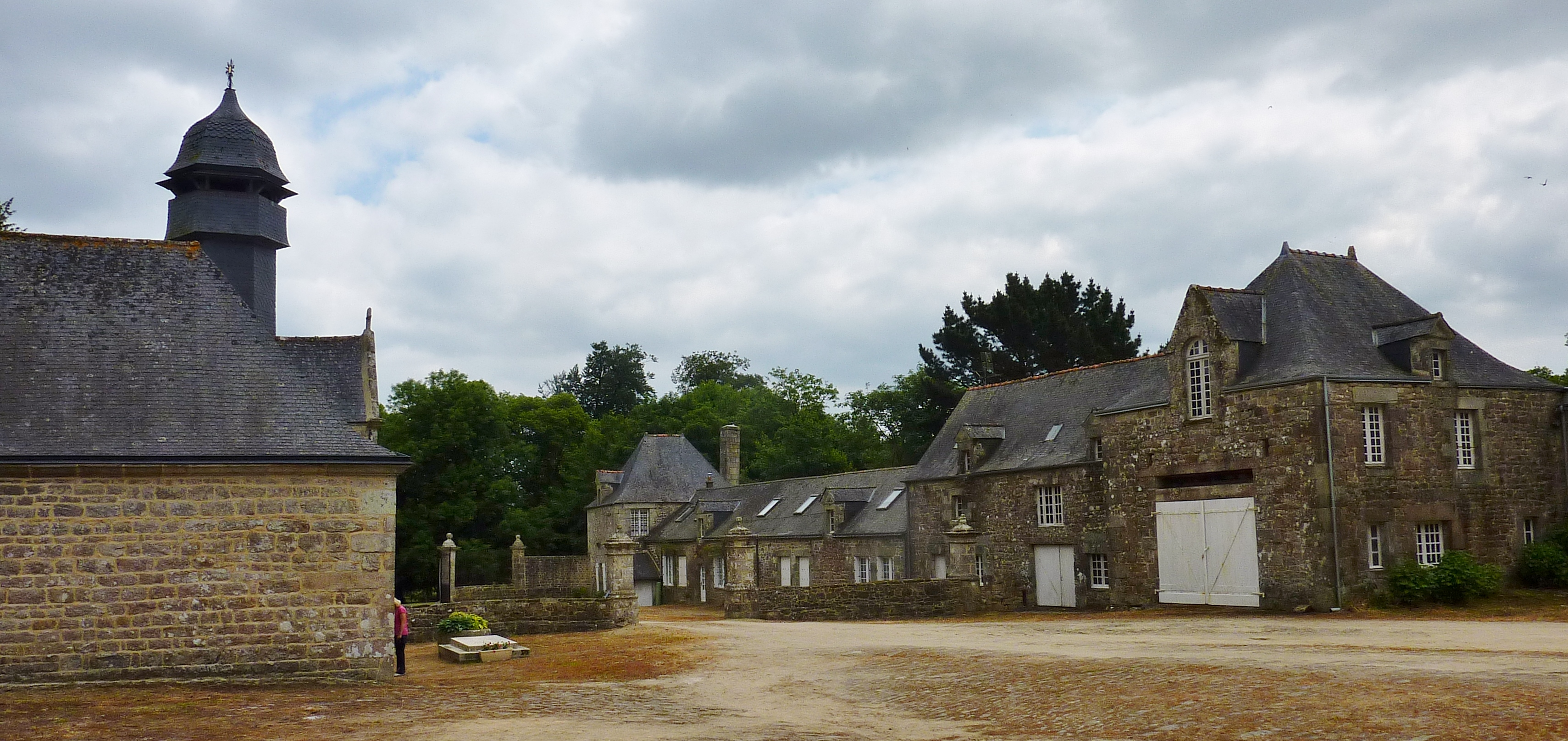
Château de Trégarantec ː les dépendances du château et la chapelle.

### Description de la chapelle
La chapelle est dédiée à Notre-Dame du Bon Secours. Son mobilier intérieur est classé monument historique : elle a fait l'objet d'une restauration complète entre 2000 et 2003. Elle est ornée de boiseries Louis XV de style rocaille. De chaque côté de l'autel s'élèvent deux colonnes qui soutiennent un fronton semi-sphérique. Sur la corniche des flambeaux et des torches en bois encadrent les Saints évangélistes et Dieu le Père avec ses angelots. Le chœur et la tribune sont protégés par des grilles en fer forgé.

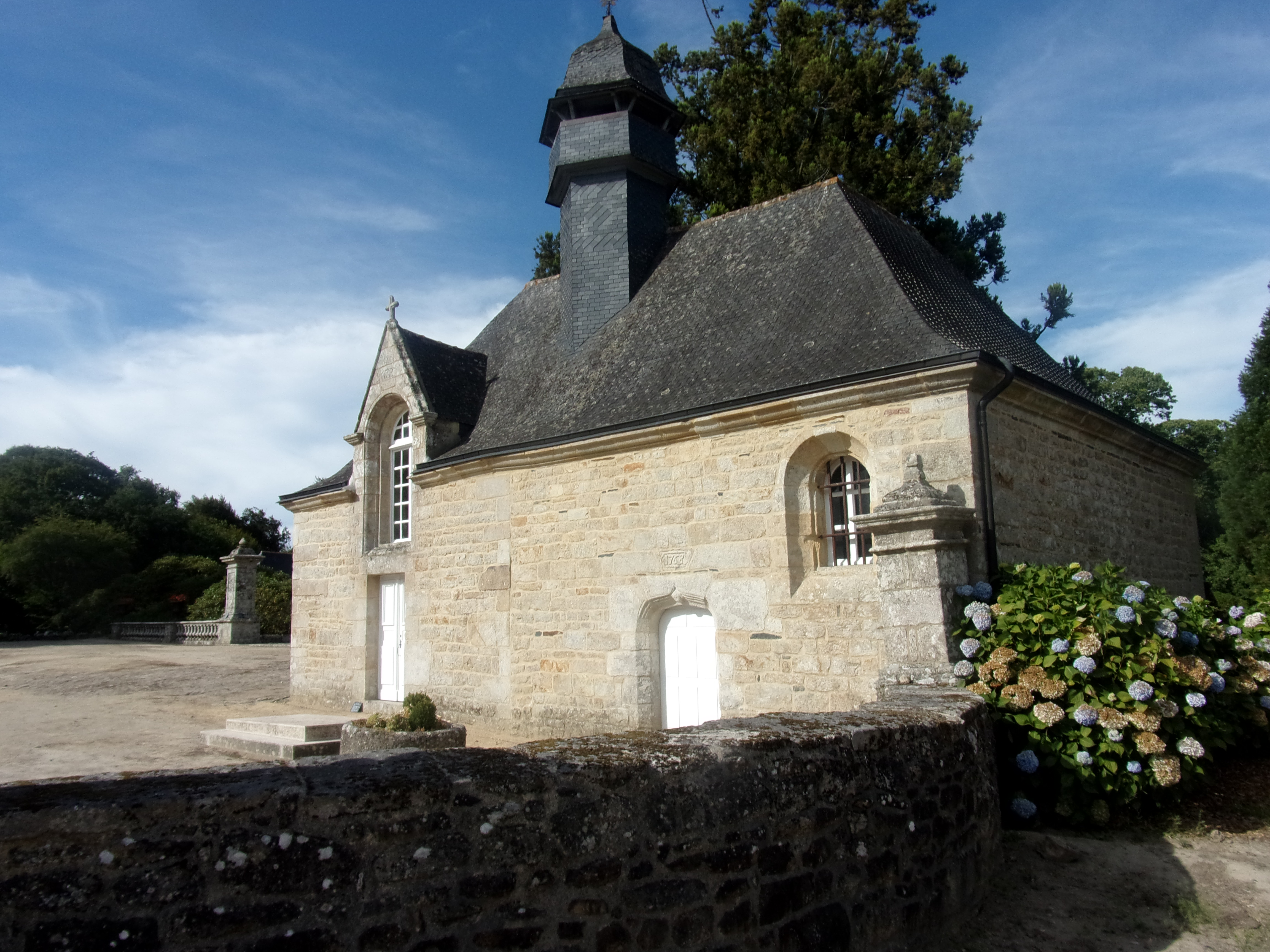
La chapelle du château : vue extérieure.
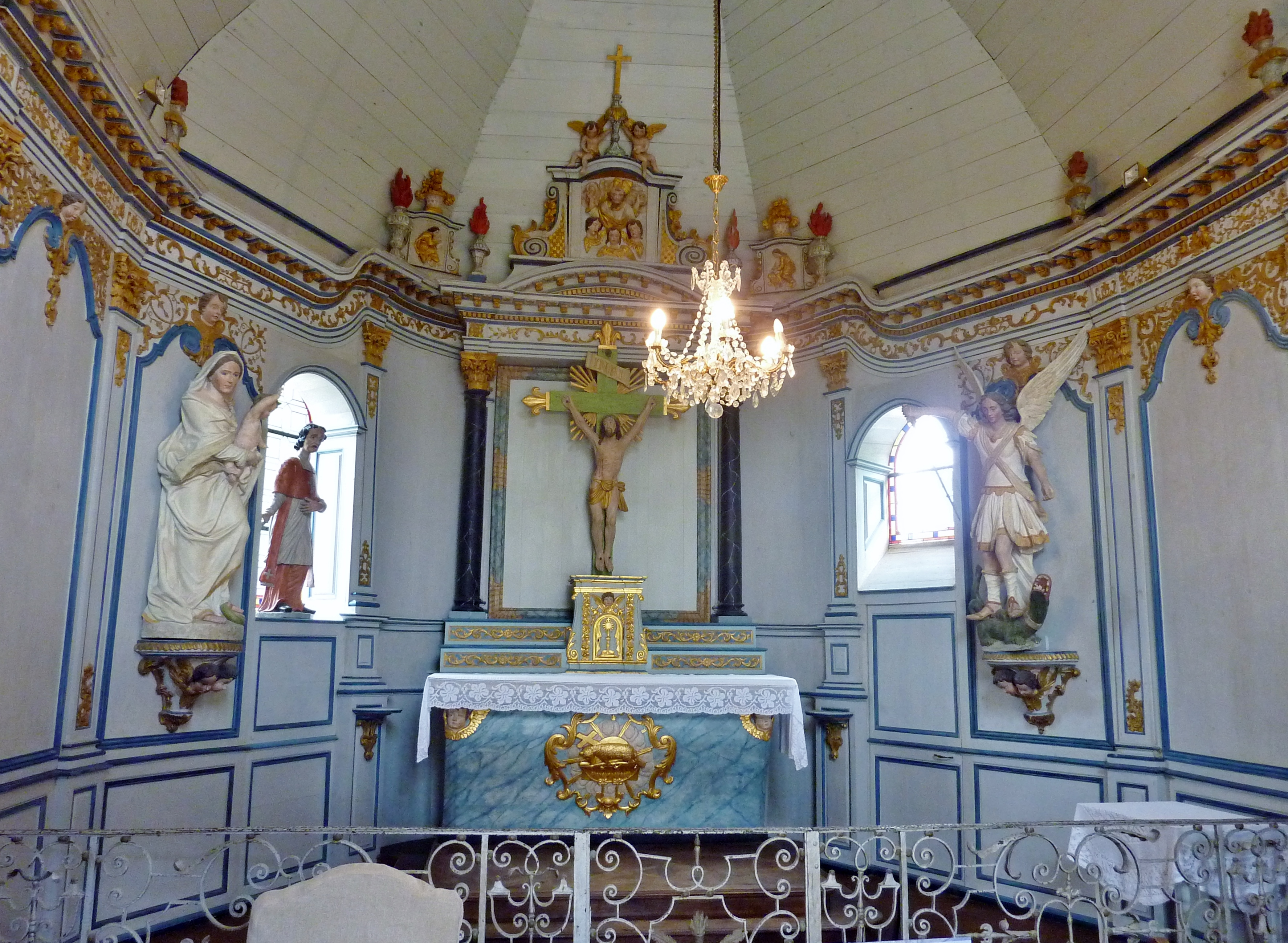
La chapelle du château : vue intérieure.
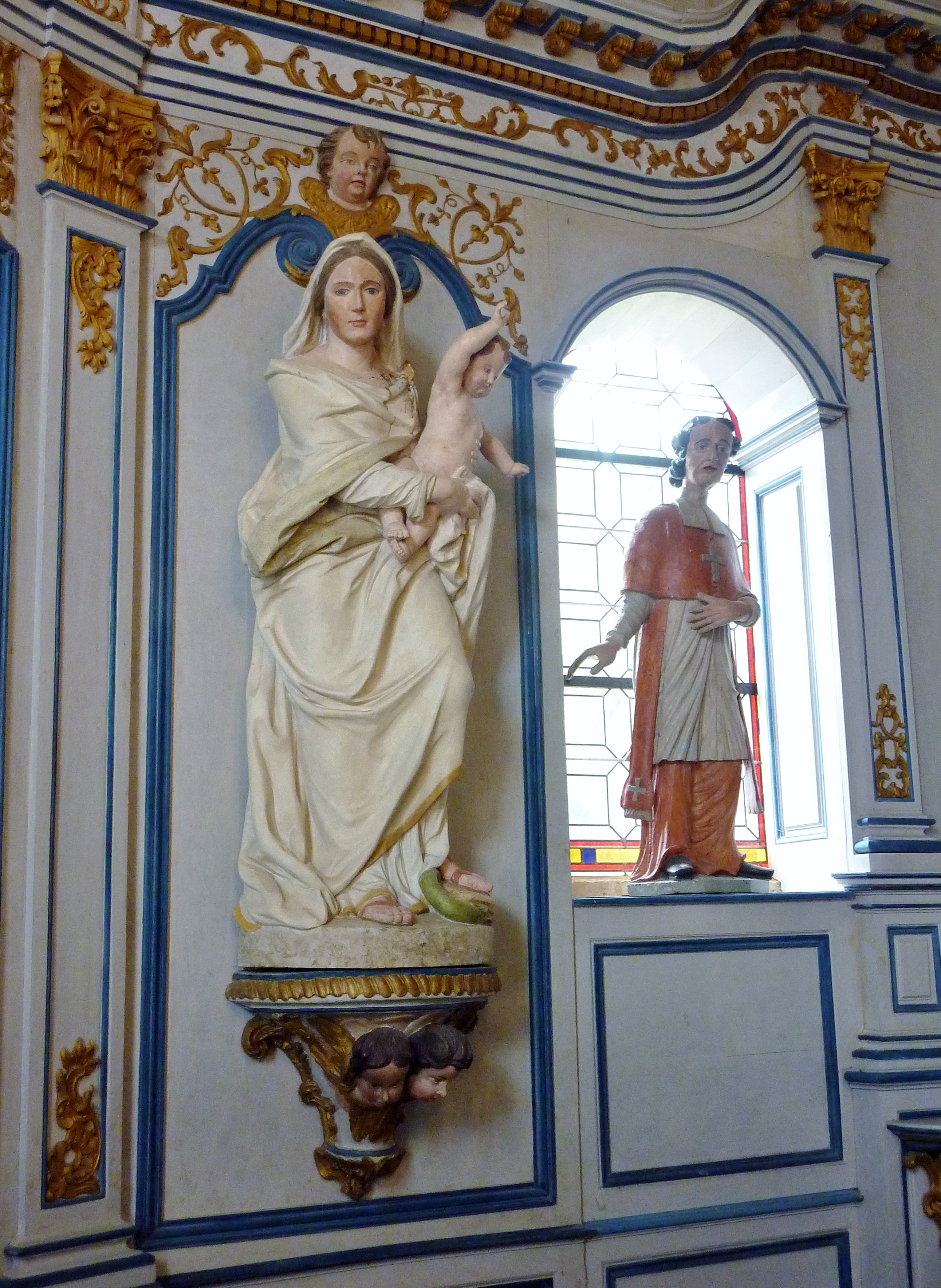
Chapelle du ch̩âteau de Trégarantec ː Vierge à l'Enfant (Notre-Dame du Bon Secours) et statue d'un saint.
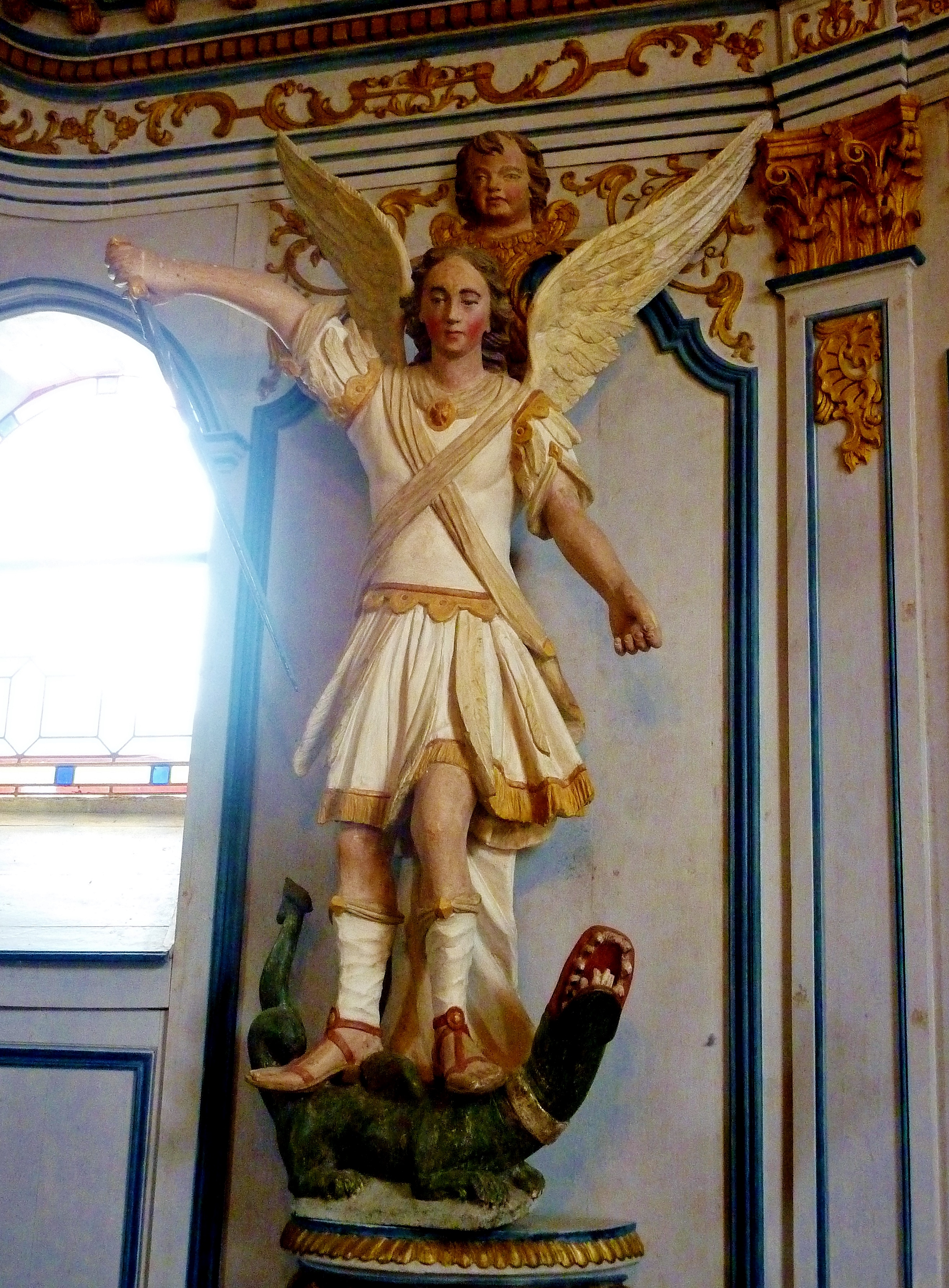
Chapelle du ch̩âteau de Trégarantec ː statue de archange Saint-Michel.

### Description des jardins
Les jardins ont une superficie de 3 hectares répartis sur trois niveaux séparés par des escaliers et des balustres de pierre et sont entièrement clos de murs qui ont une longueur de 720 mètres. Le puits a un diamètre de 2 mètres et une profondeur de 14 mètres ; il donne sur une allée de châtaigniers séculaires. L'orangerie est située dans l'étage supérieur du jardin et sa façade donne sur le midi ; une charmille se trouve dans l'étage inférieur du jardin. Le bois est parcouru de plusieurs allées et est agrémenté d'étangs.

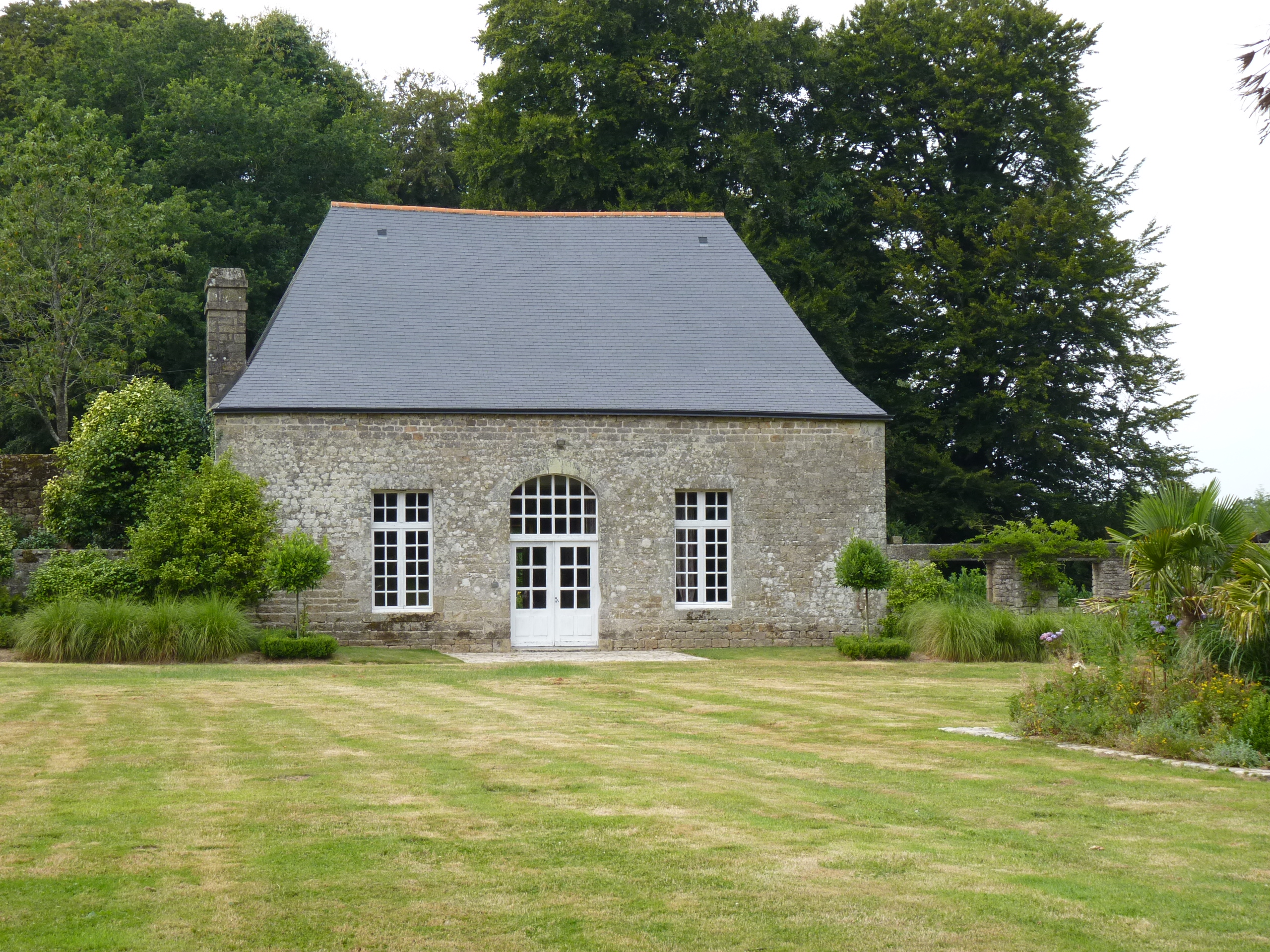
L'orangerie.
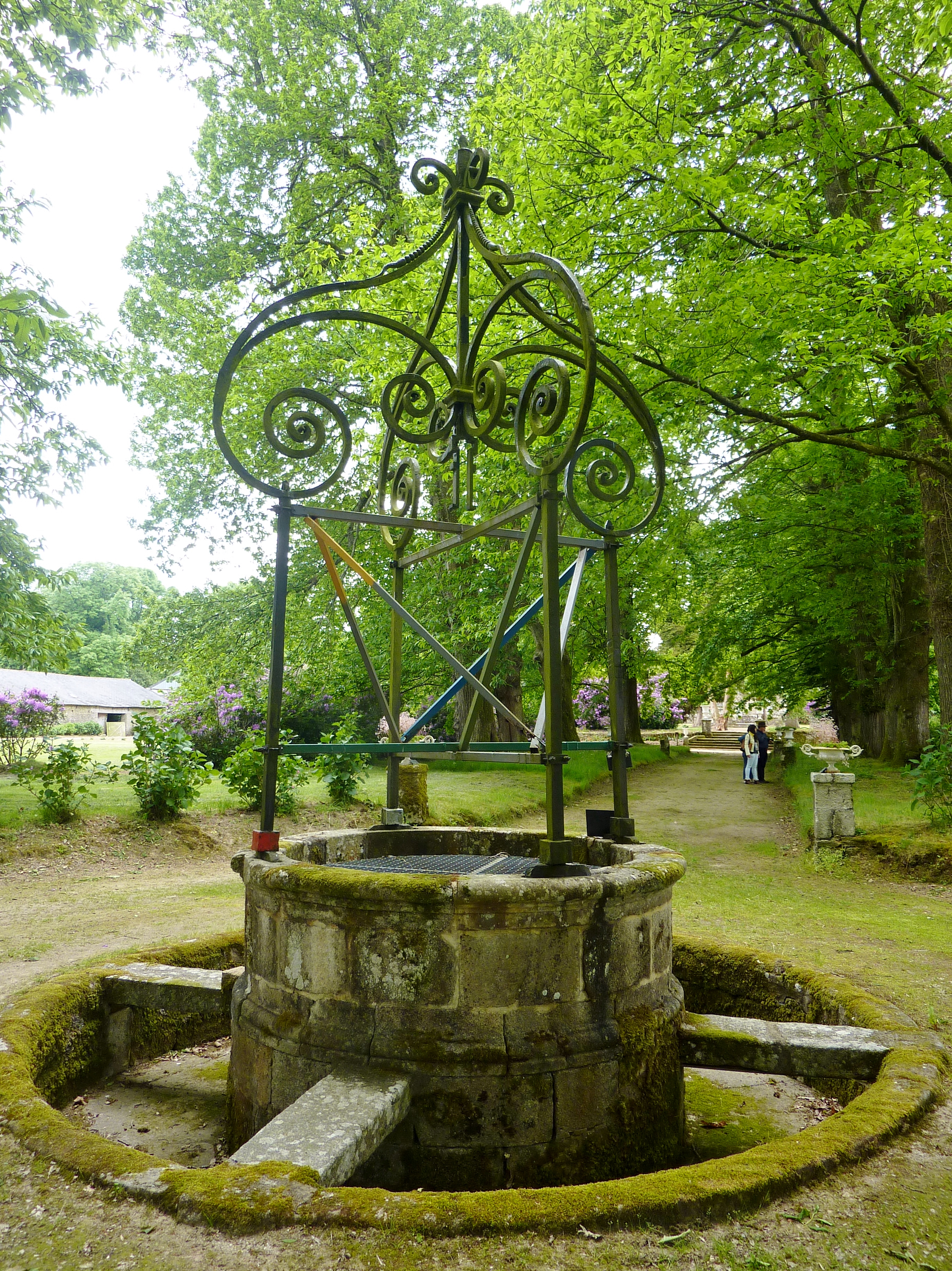
Château de Trégarantec ː le puits (situé dans les jardins) et son armature en fer forgé.
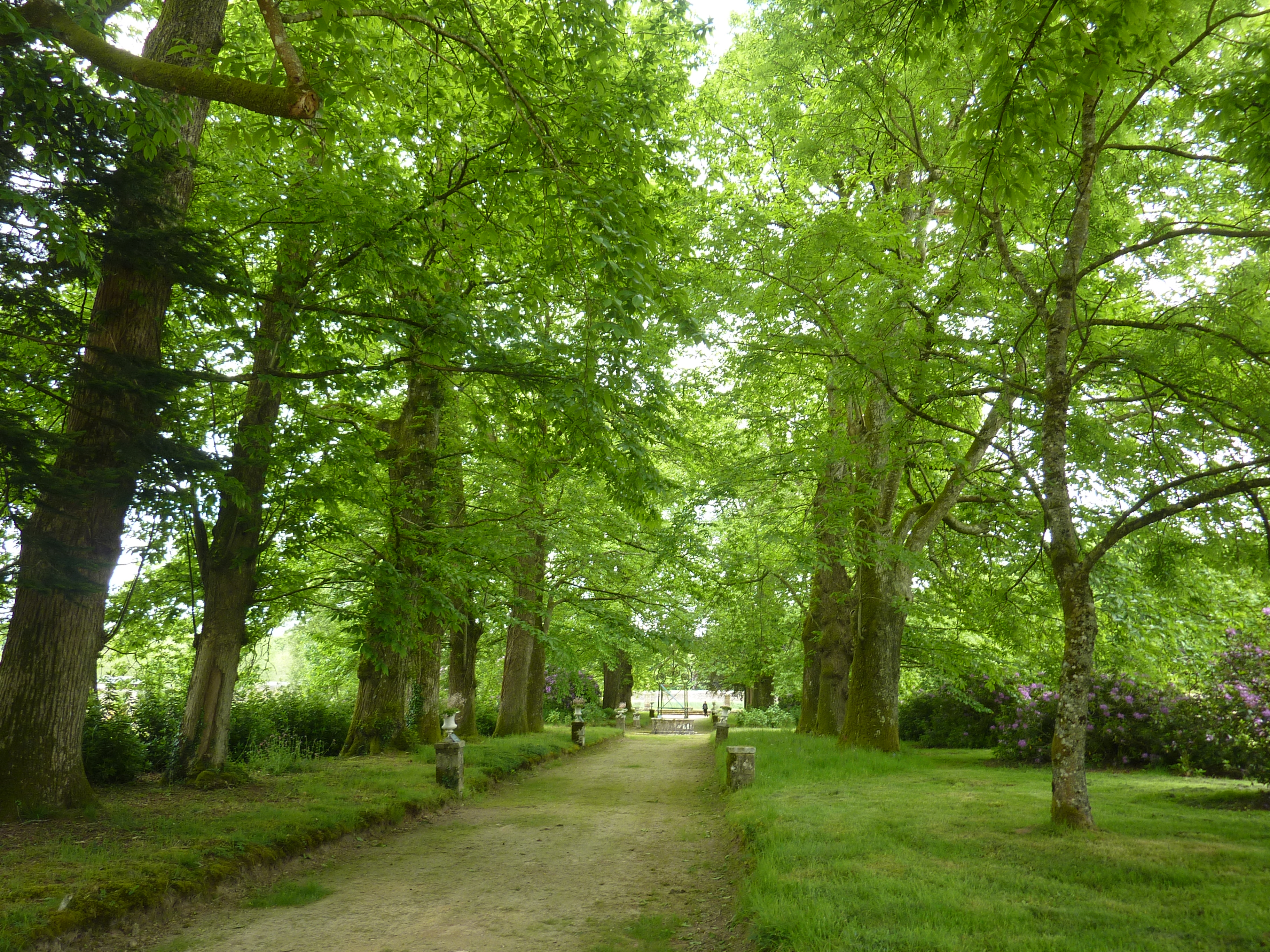
Château de Trégarantec ː une allée du parc.
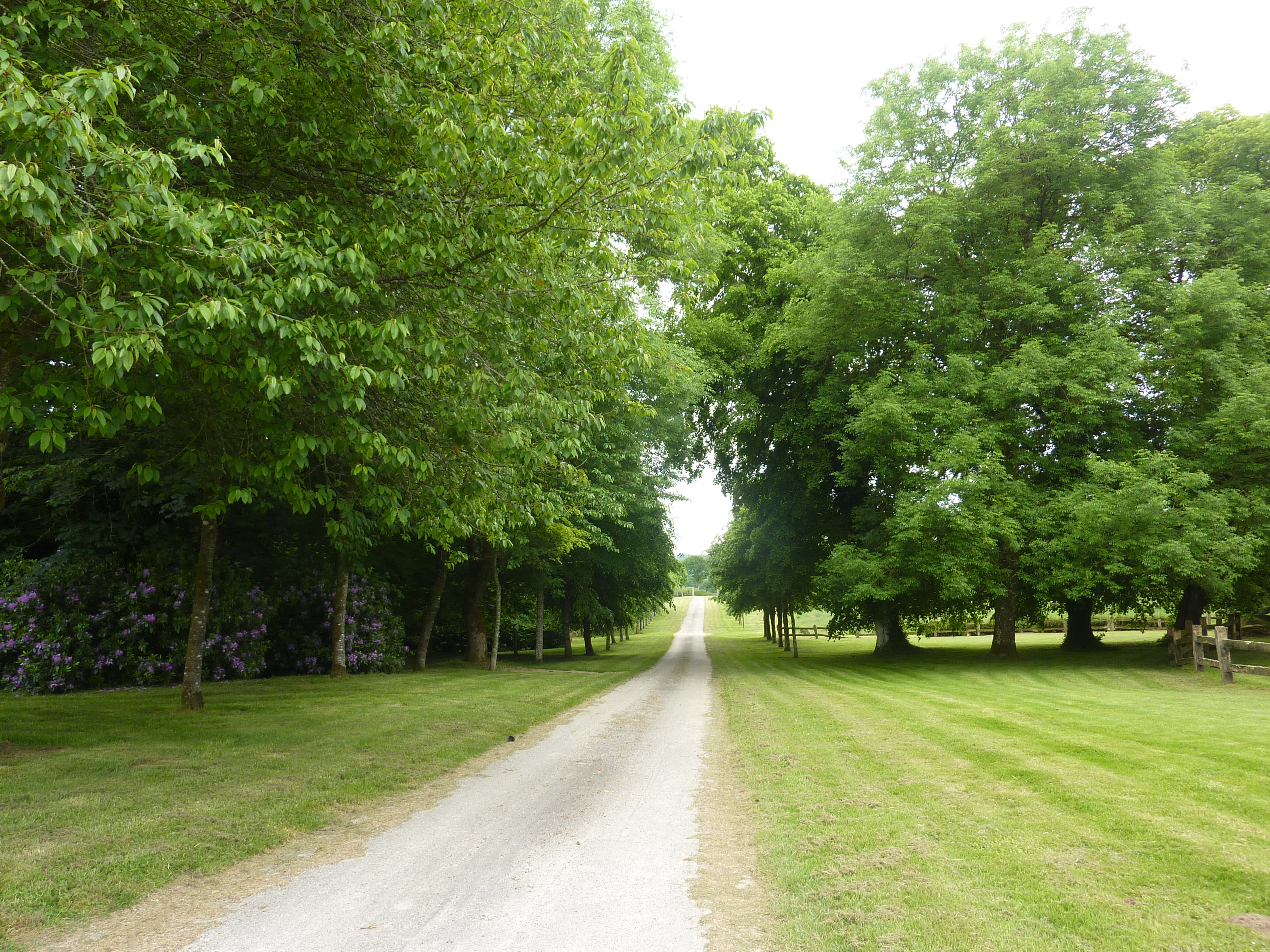
Château de Trégarantec ː une allée du parc.